# Rhabdalestes septentrionalis
Rhabdalestes septentrionalis es una especie de peces de la familia Alestiidae en el orden de los Characiformes.

## Morfología
Los machos pueden llegar alcanzar los 6,9 cm de longitud total.

## Hábitat
Es un pez de agua dulce y de clima tropical (22 °C-28 °C).

## Distribución geográfica
Se encuentran en África.